# Figularia carinata
Figularia carinata är en mossdjursart som först beskrevs av Campbell Easter Waters 1923.  Figularia carinata ingår i släktet Figularia och familjen Cribrilinidae. Inga underarter finns listade i Catalogue of Life.